# (1638) Ruanda
(1638) Ruanda es un asteroide perteneciente al cinturón de asteroides descubierto por Cyril V. Jackson desde el observatorio Union de Johannesburgo, República Sudaficana, el 3 de mayo de 1935.

## Designación y nombre
Ruanda se designó al principio como 1935 JF.
Más tarde fue nombrado por Ruanda, un país de África Central.

## Características orbitales
Ruanda está situado a una distancia media de 2,748 ua del Sol, pudiendo alejarse hasta 3,27 ua y acercarse hasta 2,226 ua. Su excentricidad es 0,1899 y la inclinación orbital 0,2894°. Emplea 1664 días en completar una órbita alrededor del Sol.